# Mongkhon Bunsun
Mongkhon Bunsun (en tailandés: มงคล บุญสุน; 1 de enero de 1995) es un deportista tailandés que compite en bádminton adaptado. Ganó una medalla de bronce en los Juegos Paralímpicos de París 2024, en la prueba de individual (clase SL3).

## Palmarés internacional
| Juegos Paralímpicos | Juegos Paralímpicos | Juegos Paralímpicos | Juegos Paralímpicos |
| Año                 | Lugar               | Medalla             | Prueba              |
| ------------------- | ------------------- | ------------------- | ------------------- |
| 2024                | París (Francia)     | Medalla de bronce   | Individual SL3      |